# Almutaster pauciflorus
Almutaster pauciflorus là một loài thực vật có hoa thuộc chi đơn loài Almutaster trong họ Cúc (Asteraceae). Loài này được (Nutt.) Á.Löve & D.Löve mô tả khoa học đầu tiên năm 1982.